# Klosterkuppel
Die Klosterkuppel ist ein 553 Meter hoher Berg im Spessart im bayerischen Landkreis Main-Spessart. Der Gipfel befindet sich auf der Gemarkung von Neustadt am Main und ist die höchste Erhebung, die vollständig im Landkreis liegt. Der Berg wird im Norden durch das Tal des Rechtenbaches und im Südwesten durch das der Hafenlohr begrenzt. Östlich verläuft das Maintal. Im Süden geht die Klosterkuppel beim Forsthaus Aurora flach zum Dreßlingkopf (516 m) über.
An der Klosterkuppel entspringen der Silberlochbach, der Neuhöllbrunnbach, der Hemmgraben und der Dunkelgraben.